# Отис Рединг
Отис Реј Рединг Млађи (енгл. Otis Ray Redding, Jr.; 9. септембар 1941 — 10. децембар 1967) био је амерички певач и текстописац. Сматра се једним од највећих америчких певача соул и РнБ музике. Највише је остао упамћен по песми (Sittin' On) The Dock of the Bay.

## Биографија
Рединг је рођен у Досону, Џорџија као четврто од укупно шесторо деце Отиса Рединга Старијег и Фани Роузман. Први пут је био примећен 1958. када је бенд у којем је он био постао познат и позван да свира са групом Апсетерс након што се она разишла са Литл Ричардом.
Његов дебитантски албум Pain in My Heart није добио позитивне коментаре. Новембра 1963. је заједно са братом Роџерсом позван да наступа у Аполо Театру у Њујорку. Године 1965. издао је два студијска албума: The Great Otis Redding Sings Soul Ballads у марту и Otis Blue: Otis Redding Sings Soul у септембру.
Рединг је погинуо у авионској несрећи 10. децембра 1967. године када је заједно са бендом кренуо да свира у ноћном клубу у Медисону.
Песма (Sittin' On) The Dock of the Bay објављена је након његове смрти и постала је његова прва песма која се нашла на 1. месту Билборд хот 100 листе. Постхумно је добио награду Греми за животно дело 1999. године, а 2002. године је откривена његова статуа у Мејкону.

## Дискографија

### Студијски албуми
- Pain in My Heart (1964)
- The Great Otis Redding Sings Soul Ballads (1965)
- Otis Blue: Otis Redding Sings Soul (1965)
- The Soul Album (1966)
- Complete & Unbelievable: The Otis Redding Dictionary of Soul (1966)
- King & Queen (1967)

### Постхумно објављени студијски албуми
- The Dock of the Bay (1968)
- The Immortal Otis Redding (1968)
- Love Man (1969)
- Tell the Truth (1970)
- Remember Me (1992)